# 아오이 호노오
《아오이 호노오》(일본어: アオイホノオ)는 시마모토 카즈히코의 학원 청춘 만화이다. 《주간 영 선데이》(쇼가쿠칸)에서 2007년부터 2008년 휴간까지 부정기 연재되었다. 휴간 후, 《스피리츠 증간·YS 스페셜》 VOL.2에서 1화가 게재된 후, 2009년 5월에 창간된 《월간 소년 선데이》에서 연재가 재개되고 있다.

## 개요
예대생인 주인공이, 만화가 데뷔를 지망하는 모습을 그린 코미디 작품이다.

## 이야기
무대는 1980년대 초반, 오사카(大阪)의 오삭카(大作家) 예술 대학. 주인공, 호노오 모유루는 만화가를 목표로 하고 있었다. 〈자신의 실력이라면 언제라도 프로 데뷔할 수 있다〉라며 자신 과잉의 성격이었지만, 풍부한 재능을 가진 학생들이나, 아다치 미츠루, 타카하시 루미코라고 하는 젊은 만화가의 활약을 보고 자신감을 잃는다. 그래도 호노오는 프로 만화가가 되기 위해 걷기 시작한다.

## 등장인물
호노오 모유루
오삭카 예술 대학 영상 계획 학과에 다니는 1회생으로, 18세. 이 작품의 〈주인공〉이다.
토시우에 톤코
3회생. 배드민턴부 매니저.
츠다 히로미

타카하시

킷 짱

죠

무라카미 (배드민턴부 선배)

탐탐

대학 교직원

오쿠야마

MAD 호리이
SA사의 편집자.
이와세 준

### 실명으로 등장하는 인물
안노 히데아키

야마가 히로유키

아카이 타카미

미나미 마사히코

야노 켄타로

#### 다이콘 필름
타케다 야스히로

사와무라

오카다 토시오

## 단체·조직·작품

### 오삭카 예술 대학
오사카부 미나미 부에 있는 가공의 대학. 모델은 오사카 예술 대학.
○학과
영상 계획 학과

디자인 학과

○동아리 활동·서클
배드민턴부

만화 애니메이션 연구회 그룹 CAS

### 출판사
쇼가쿠칸
주간 소년 선데이
증간 선데이(주간 소년 선데이 증간호 현 주간 소년 선데이 수퍼)

쇼가쿠칸 신인 코믹 대상
소년 선데이 만화 칼리지

SA사

주간 소년 점프

테즈카상

아카츠카상

주간 영 점프

코단샤

주간 소년 매거진

### 만화
주간 소년 선데이
시끌별 녀석들 (타카하시 루미코), 키바센 (타키자와 카이, 아다치 미츠루)
증간 선데이
나인 (아다치 미츠루), 사랑의 프리즈너 (호소노 후지히코), 과연 사루토비 (호소노 후지히코)
소년 빅 코믹
미유키 (아다치 미츠루)
빅 코믹 스피리츠
메종일각 (타카하시 루미코)
주간 소년 점프
격!! 고쿠토라 일가 (미야시타 아키라), 링에 걸어라 (쿠루마다 마사미), 아스트로 구단 (토오자키 시로, 나카지마 노리히로)
이시노모리 쇼타로
사이보그 009 (만화·애니)
천사 편

우주전함 야마토 (1기·마츠모토 레이지 작화판) 안녕 우주전함 야마토 (마츠모토 레이지 작화판)

### 애니
전설 거신 이데온 (니혼 선라이즈)

우주전함 야마토 (오피스 아카데미)

사이보그 009 텔레비전 애니메이션 제2작 (토에이, 니혼 선라이즈)

톤데모 전사 무테킹 (타츠노코 프로)

마징가 Z (토에이 애니메이션)

도라에몽 텔레비전 애니메이션 제2작 (신에이 동화)

기동전사 건담 (니혼 선라이즈)

### 영화
스타 워즈 제국의 역습

부활의 날

록키 1·2

핑크 팬서 2

Mr.Boo! 미스터 부

### 드라마
3학년 B반 킨파치 선생님

## 텔레비전 드라마
2014년 7월 18일부터 9월 26일까지 매주 금요일 24:12 ~ 24:52에, TV 도쿄 계열의 〈드라마 24〉에서 방송되었다. 주연은 야기라 유야.
드라마에서는, 원작 무대의 모델이 되는 〈오사카 예술 대학〉이 실명으로 등장해, 일부 장면에서 로케지로 기용되고 있다.

### 캐스트
- 호노오 모유루 - 야기라 유야
- 모리나가 톤코 - 야마모토 미즈키
- 안노 히데아키 - 야스다 켄
- 야마가 히로유키 - 무로 츠요시
- 아카이 타카미 - 나카무라 토모야
- 야노 켄타로 - 우라이 켄지
- 츠다 히로미 - 쿠로시마 유이나
- 키시모토 - 오오미즈 요스케 (러버 걸)
- 타카하시 - 아다치 오사무
- 무라카미 - 카와쿠보 타쿠지
- 미나미 마사히코 - 엔도 카나메
- MAD 호리이 - 사토 지로
- 오카다 토시오 - 하마다 가쿠
- 타케다 - 기타로 (콘도르즈)
- 코가라시 마스미 - 코지마 하루나 (AKB48)
- 미노무시 미노코 - 우에치 하루나
- 대학 교수 - 키타로
- 이와세 준 - 이치카와 유이
- 미유키 - 타케토미 세이카
- 야마가의 여동생 - 아오이 와카나

#### 게스트
제1화
- 니미 카츠야 (목소리/《나인》 등장 캐릭터) - 후루야 토오루 (제6화)
- 나카오 유리 (목소리/《나인》 등장 캐릭터) - 츠루 히로미
- 타나카 마사아키 (이다게 성인) - 사노 노리히코 (제9화)

제2화
- 책방 아줌마 - 야마노 우미
- 타카하시 루미코 - 콘노 안나
- 하록 (목소리/《우주해적 캡틴 하록》 등장 캐릭터) - 이노우에 마키오

제4화
- 호시노 테츠로 (목소리/《은하철도 999》 등장 캐릭터) - 노자와 마사코
- 메텔 (목소리/《은하철도 999》 등장 캐릭터) - 이케다 마사코
- 프라이어 (목소리/애니메이션 《은하철도 999》 등장 캐릭터) - 마츠오 요시코
- 청년 (목소리/애니메이션 《은하철도 999》 등장 캐릭터) - 야스하라 요시토
- 야부키 죠 (목소리/《내일의 죠》 등장 캐릭터) - 아오이 테루히코
- 시라키 요코 (목소리/《내일의 죠》 등장 캐릭터) - 우시다 히로코

제5화
- 요코야마 (소년 선데이 만화 칼리지 담당 편집자) - 하세가와 토모하루 (최종화)

제6화
- 오키타 쥬조 (목소리/애니메이션 《우주전함 야마토》 등장 캐릭터) - 야마데라 코이치
- 그 외의 목소리 출연 - 타나카 료이치, 오키아유 료타로, 오가와 신타로, 카와카미 코지, 치바 토시야

제7화
- 찻집 점장 - 야마가 히로유키
- 교습소 교관 - 타케다 야스히로
- 히지카타 류 (목소리/애니메이션 《우주전함 야마토 2》 등장 캐릭터) - 야마데라 코이치
- 코다이 스스무 (목소리/애니메이션 《우주전함 야마토 2》 등장 캐릭터) - 야마데라 코이치
- 와카마츠 마사토 (목소리/애니메이션 《미유키》 등장 캐릭터) - 토리우미 카츠미 (제8화)
- 그 외의 목소리 출연 - 카와카미 코지, 치바 토시야

제8화
- 켄자키 준 (목소리/《링에 걸어라》 등장 캐릭터) - 오키아유 료타로
- 호시노 아스카 (목소리/《안녕 삼각》 등장 캐릭터) - 우시다 히로코
- 그 외의 목소리 출연 - 카와카미 코지

제10화
- 아마노 카즈미 - 토요타 에리
- 목욕탕 카운터 아줌마 - 아카이 타카미
- 오오야마 노봇타 (목소리/《사나이 오이동》 등장 캐릭터) - 야마구치 캇페이

최종화
- 미카미 - 하야마 쇼노
- 바이크 가게 주인 - 시마모토 카즈히코
- 테즈카 오사무 - 오카다 토시오
- 그 외 - 야마다 타카유키 (모유루의 라이벌·자산가의 아들)

### 스태프
- 감독·각본 - 후쿠다 유이치
- 음악 - 세가와 에이시
- 오프닝 테마 - 우루후루즈 〈아~다 코~다 소~다!〉 (워너 뮤직 재팬)
- 엔딩 테마 - 시바사키 코우 〈푸른 별〉 (빅터/컬러풀 레코즈)
- 내레이션 - 후루야 토오루
- 특별 협력 - 쇼가쿠칸, 오사카 예술 대학, 츠부라야 프로덕션, 테즈카 프로덕션, 타마이 케이치, GroundWorks, ZERO GOODS UNIVERSE, 마스나가 케이스케
- 우정 협력 - 카라
- 브레인 - 사카이 켄사쿠
- 치프 프로듀스 - 나카가와 준페이 (TV 도쿄)
- 프로듀스 - 야마가 타츠야 (TV 도쿄) / 무토 다이지, 스즈키 진, 하라다 코지, 마스다 사토시
- 라인 프로듀스 - 스즈키 타이조
- 제작 협력 - 레스파스 필름
- 제작 - TV 도쿄, 덴츠
- 제작 저작 - 〈아오이 호노오〉 제작 위원회

### 방송 일자
| 각 화  | 방송일          | 부제                       |
| ------ | --------------- | -------------------------- |
| 제1화  | 2014년 7월 18일 | 긴 싸움의 시작             |
| 제2화  | 7월 25일        | 유감인 매일로부터 탈출하라 |
| 제3화  | 8월 1일         | 애니메이터에의 결정타      |
| 제4화  | 8월 8일         | 자! 도쿄 출격              |
| 제5화  | 8월 15일        | 아아, 도쿄                 |
| 제6화  | 8월 22일        | 학원인가? SF인가?          |
| 제7화  | 8월 29일        | 격동의 하룻밤              |
| 제8화  | 9월 5일         | 역사의 막 시작?            |
| 제9화  | 9월 12일        | 최후의 성전                |
| 제10화 | 9월 19일        | 보이기 시작한 빛           |
| 최종화 | 9월 26일        | 청춘이란 뭐다!?            |

| TV 도쿄 드라마 24                                     | TV 도쿄 드라마 24                     | TV 도쿄 드라마 24                                  |
| 이전 작품                                             | 작품명                                | 다음 작품                                          |
| ----------------------------------------------------- | ------------------------------------- | -------------------------------------------------- |
| 리버스 에지 오카와바타 탐정사 (2014.4.18 ~ 2014.7.11) | 아오이 호노오 (2014.7.18 ~ 2014.9.26) | 타마가와 구청 OF THE DEAD (2014.10.3 ~ 2014.12.19) |

## 같이 보기
- 오사카 예술 대학